# Diocesi di Cittanova
La diocesi di Cittanova (in latino Dioecesis Aemoniensis seu Civitatis Novae) è una diocesi soppressa e sede titolare della Chiesa cattolica.

## Storia
La diocesi di Emona, l'odierna Lubiana, ha origini antiche: il primo vescovo noto è san Massimo, che nel 381 assistette al Concilio di Aquileia. Originariamente era suffraganea del patriarcato di Aquileia.
Nel VII secolo l'antica città di Emona fu distrutta e la sede vescovile, secondo l'opinione più diffusa fra gli storici, fu traslata a Cittanova in Istria.
L'11 gennaio 1206 papa Innocenzo III concesse al patriarca di Aquileia la facoltà di unire la diocesi di Cittanova con la diocesi di Capodistria, ma l'unione non fu realizzata.
Il 10 maggio 1434 la diocesi fu unita a quella di Parenzo con la bolla Cunctis orbis di papa Eugenio IV. Tuttavia, la diocesi di Cittanova rimase soggetta al suo vescovo fino alla morte di lui e l'unione fu abolita nel 1448 e la diocesi fu data in commendam al patriarca di Grado Domenico Michiel. Nel 1451 trasferitosi il patriarcato da Grado a Venezia, la diocesi di Cittanova restò unita alla sede patriarcale fino al 1465, quando l'unione fu sciolta definitivamente.
In seguito alla soppressione del patriarcato di Aquileia, il 19 gennaio 1753 la diocesi divenne suffraganea della nuova sede metropolitana di Udine. Il 1º maggio 1818, Cittanova cambiò ancora provincia ecclesiastica, diventando suffraganea di Venezia.
Fu soppressa da papa Leone XII con la bolla Locum beati Petri del 30 giugno 1828 ed accorpata alla diocesi di Trieste e Capodistria. L'effetto della soppressione fu subordinato alla vacanza della sede, che si ebbe con la morte dell'ultimo vescovo Teodoro Lauretano Balbi, il 23 maggio 1831.
Dal 1977 il suo territorio fa parte della diocesi di Parenzo e Pola.
Dal 1969 è annoverata tra le sedi vescovili titolari della Chiesa cattolica con il nome di Cittanova o Aemona; dal 26 febbraio 2018 l'arcivescovo, titolo personale, titolare è José Avelino Bettencourt, nunzio apostolico in Camerun e Guinea Equatoriale.

## Cronotassi

### Vescovi
- San Massimo † (menzionato nel 381)
- Beato Florio † (menzionato nel 524 circa)
- Germano † (menzionato nel 546)
- Patrizio † (menzionato nel 579)
- Giovanni I † (menzionato nel 600)
- Maurizio † (menzionato nel 781 circa)
- Stefano ? † (menzionato nell'804)
- Usualdo ? † (menzionato nell'850)
- Firmino † (menzionato nel 932)
- Giovanni II † (menzionato nel 961)
- Azzo † (prima del 1015 - dopo il 1031)
- Giovanni III † (menzionato nel 1038)
- Nicolò I † (prima del 1050 - dopo il 1089)
- Andrea I † (menzionato nel 1091)
- Alessandro † (menzionato nel 1100 circa)
- Andrea II † (menzionato nel 1118)
- Adamo † (menzionato nel 1146)
- Giovanni IV † (menzionato nel 1158)
- Vido Margone † (menzionato nel 1165)
- Artuico † (menzionato nel 1175)
- Giovanni V † (1176 - dopo il 1186)
- Olderico † (menzionato nel 1194)
- Leonardo † (prima del 1212 - 1224 deceduto)
- Canziano I † (menzionato nel 1228)
- Gerardo † (5 giugno 1230 - dopo il 1237)
- Bonaccorso † (prima del 1243 - dopo il 1260)
- Nicolò II † (menzionato nel 1269)
- Egidio † (prima del 1279 - dopo il 1283)
- Simone † (15 maggio 1284 - dopo il 1301)
- Giraldo, O.P. † (1308 - dopo il 1310)
- Canziano II † (1318 - 4 aprile 1330 deceduto)
- Natale Bonafede † (1330 - dopo il 1344 deceduto)
- Giovanni Morosini, O.E.S.A. † (12 febbraio 1347 - dopo il 1358 deceduto)
- Guglielmo Conti, O.P. † (15 marzo 1359 - ? deceduto)
- Giovanni Grandi, O.E.S.A. † (21 aprile 1363 - dopo il 1364 deceduto)
- Marino Michiel † (14 gennaio 1366 - dopo il 1374 deceduto)
- Nicolò Montaperto (o Cosucchi), O.F.M. † (14 maggio 1376 - 18 febbraio 1377 nominato arcivescovo di Palermo)
- Ambrogio da Parma † (20 febbraio 1377 - 10 ottobre 1380 nominato arcivescovo, titolo personale, di Concordia)
- Paolo da Montefeltro, O.E.S.A. † (aprile 1382 - agosto 1400)
  - Leonardo Dolfin † (27 luglio 1401 - ?) (amministratore apostolico)
- Tommaso Tommasini, O.P. † (1409 - 4 marzo 1420 nominato vescovo di Pola)
- Giacomo de Montina, O.F.M. † (9 settembre 1409 - ?)
  - Antonio Correr, C.R.S.G.A. † (25 aprile 1420 - 26 febbraio 1421 dimesso) (amministratore apostolico)
- Daniele Scoti † (26 febbraio 1421 - 7 gennaio 1426 nominato vescovo di Parenzo)
- Filippo Paruta † (7 gennaio 1426 - 2 aprile 1426 nominato vescovo di Torcello)
  - Giovanni Morosini † (27 maggio 1426 - 5 novembre 1426 nominato vescovo) (amministratore apostolico)
- Giovanni Morosini † (5 novembre 1426 - dopo il 1442)
  - Sede unita alla diocesi di Parenzo (?-1448)
  - Sede unita al patriarcato di Grado (1448-1451)
  - Sede unita al patriarcato di Venezia (1451-1465)
- Francesco Contarini † (1466 - 1495)
- Marcantonio Foscarini † (1495 - 1521 deceduto)
- Antonio Marcello † (6 settembre 1521 - 1526 deceduto)
  - Francesco Pisani † (28 settembre 1526 - 10 maggio 1535 dimesso) (amministratore apostolico)
- Vincenzo de Benedictis † (10 maggio 1535 - ? deceduto)
- Alessandro Orsi † (1º settembre 1536 - 1559 dimesso)
  - Francesco Pisani † (1559 - 5 settembre 1561 dimesso) (amministratore apostolico, per la seconda volta)
- Matteo Priuli † (5 settembre 1561 - 13 aprile 1565 nominato vescovo di Vicenza)
  - Francesco Pisani † (13 aprile 1565 - 28 giugno 1570 deceduto) (amministratore apostolico, per la terza volta)
- Gerolamo Vielmi, O.P. † (19 luglio 1570 - 7 marzo 1582 deceduto)
- Antonio Saraceno † (28 marzo 1582 - 7 novembre 1606 deceduto)
- Francesco Manin † (4 luglio 1607 - 29 settembre 1619 deceduto)
- Eusebio Caimo † (10 febbraio 1620 - 19 ottobre 1640 deceduto)
- Giacomo Filippo Tomasini, C.R.S.G.A. † (16 luglio 1642 - 13 giugno 1655 deceduto)
- Giorgio Darmini † (30 agosto 1655 - ottobre 1670 deceduto)
- Giacomo Bruti † (1º luglio 1671 - novembre 1679 deceduto)
  - Sede vacante (1679-1684)
- Nicolò Gabrieli † (19 giugno 1684 - 12 aprile 1717 dimesso)
- Daniele Sansoni † (14 giugno 1717 - 4 febbraio 1725 deceduto)
- Vittorio Mazzocca, O.P. † (11 giugno 1725 - 14 maggio 1732 deceduto)
- Gaspare Negri † (21 luglio 1732 - 22 gennaio 1742 nominato vescovo di Parenzo)
- Marino Bozzatini † (9 luglio 1742 - 9 luglio 1754 deceduto)
- Stefano Leoni † (16 settembre 1754 -9 giugno 1776 deceduto)
- Giovanni Domenico Straticò, O.P. † (15 luglio 1776 - 20 settembre 1784 nominato vescovo di Lesina)
- Antonio Giovanni Giuseppe Lucovich † (20 settembre 1784 - 2 dicembre 1794 deceduto)
- Teodoro Loredano Balbi † (1º giugno 1795 - 23 maggio 1831 deceduto)

### Vescovi titolari
- Ugo Poletti † (3 luglio 1969 - 5 marzo 1973 nominato cardinale presbitero dei Santi Ambrogio e Carlo)
- Maximino Romero de Lema † (21 marzo 1973 - 29 ottobre 1996 deceduto)
- Leonardo Sandri (22 luglio 1997 - 24 novembre 2007 nominato cardinale diacono di Santi Biagio e Carlo ai Catinari)
- Beniamino Pizziol (5 gennaio 2008 - 16 aprile 2011 nominato vescovo di Vicenza)
- Lorenzo Leuzzi (31 gennaio 2012 - 23 novembre 2017 nominato vescovo di Teramo-Atri)
- José Avelino Bettencourt, dal 26 febbraio 2018